# Le Repos pendant la Fuite en Égypte (Le Caravage)
Le Repos pendant la Fuite en Égypte (en italien Riposo durante la fuga in Egitto) est un tableau de Caravage peint vers 1596-1597 et conservé à la galerie Doria-Pamphilj de Rome.

## Historique
Ce tableau est vraisemblablement peint vers 1596-1597,, au début de la période romaine de Caravage, lorsqu'il travaille au Palazzo Madama sous la protection du cardinal del Monte ; cependant, il ne semble pas avoir été destiné à la collection d'œuvres de ce dernier. 
Sa présence est attestée avec certitude dans la collection Pamphili, comme l'atteste le texte de Bellori en 1672, ainsi que la Nota di Guardaroba (inventaire) de Camillo Pamphili, neveu du pape Innocent X, probablement rédigée de 1649 à 1652.
Après avoir longtemps été donné à Saraceni, il est unanimement attribué à Caravage dès 1906.

## Description

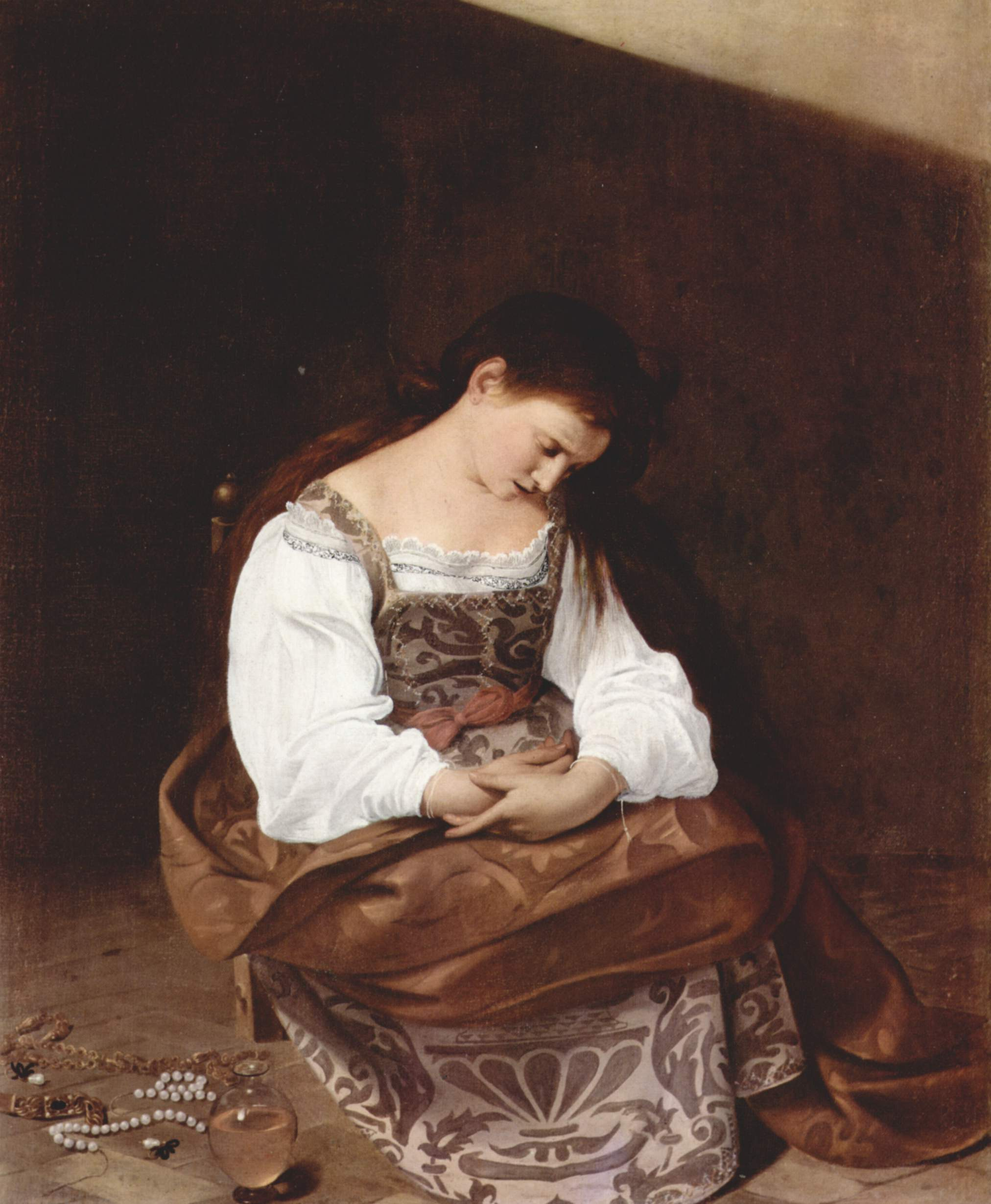
Madeleine repentante, Caravage, v.1596-1597, galerie Doria-Pamphilj

Le tableau décrit un épisode du Nouveau Testament au cours duquel la Sainte Famille fuit vers l’Égypte pour échapper au massacre des Innocents ordonné par Hérode. C'est une scène rustique, où Joseph et Marie sont assis côte à côte, l'enfant Jésus dormant dans les bras de sa mère qui l'enlace avec tendresse. Joseph tient une partition pour un ange ; celui-ci, à peine couvert d'un léger voile, se tient debout devant eux, le dos tourné au spectateur, et joue du violon. La partition représente l'extrait d'un motet en l'honneur de la Vierge, assimilée à l'épouse du Cantique des cantiques : il s'agit d'une œuvre déjà ancienne puisque publiée en 1526 par un compositeur flamand, Noël Bauldeweijn. Marie est assise sur le sol dans une posture qui rappelle immédiatement celle de la Madeleine repentante, tableau contemporain du Repos et pour lequel le même modèle a sans doute été choisi.
Le groupe est installé dans un décor verdoyant, sous un chêne et non loin d'un bosquet de peupliers ; une trouée sur la droite du tableau offre une perspective en profondeur vers un paysage vallonné.

## Analyse

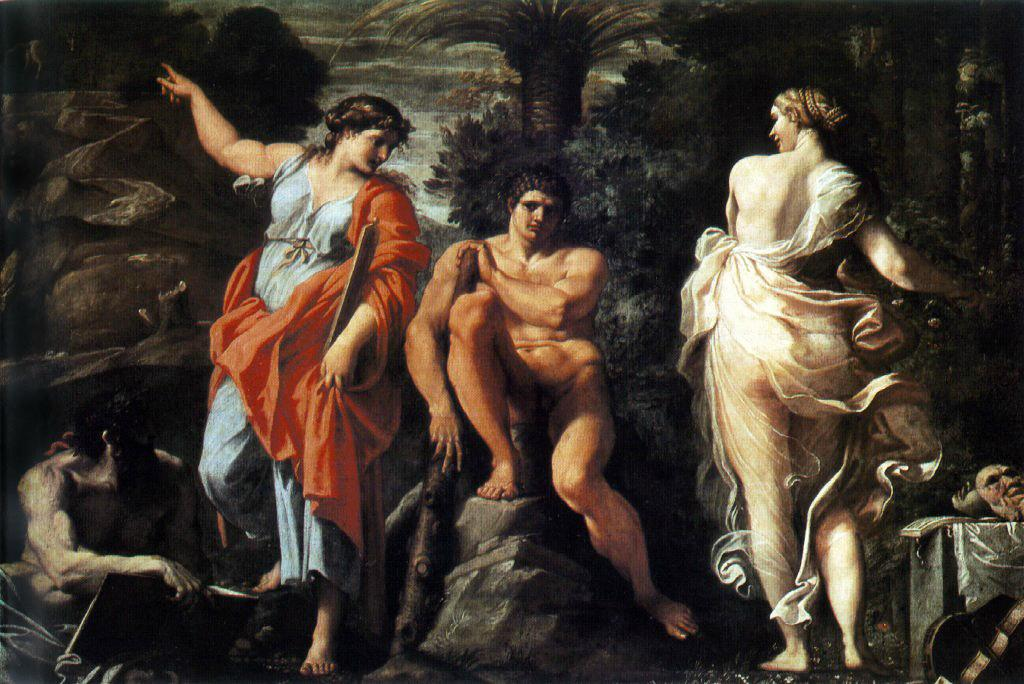
Hercule entre le vice et la vertu, Annibal Carrache, 1595, musée Capodimonte, Naples

Le choix d'un décor bucolique, et de plein jour, est très inhabituel dans l'œuvre de Caravage, qui privilégie les scènes d'intérieur. Il se rapproche dans ce choix d'une tradition plutôt vénitienne : Alfred Moir y voit « [une atmosphère] aussi lyrique que les œuvres du même ordre de Giorgione et de ses successeurs », rejoignant ainsi Bellori qui insiste beaucoup — et sans doute exagérément — sur l'influence de Giorgione sur Caravage. José Frèches voit également dans la complexité du paysage la marque vénitienne de Lotto et de Bassano, et souligne l'originalité du traitement qui n'est pas sans rappeler l'influence d'Annibal Carrache : l'ange en particulier a pu être inspiré par la figure de droite dans l'Hercule entre le vice et la vertu de Carrache. la disposition des membres de la Sainte Famille, quant à elle, peut faire penser à un dessin du cavalier d'Arpin.
Quelles que soient les influences reçues ou supposées, le Repos pendant la fuite en Égypte constitue un tournant dans l’œuvre de Caravage. Il passe désormais des demi-figures aux corps entiers, et signe là sa première peinture véritablement narrative ; le tableau mêle le « Lyrisme charmant » de sa première période pré-romaine et la grandeur de l'époque à venir : le peintre témoigne ici de la maîtrise technique et narrative qui est la sienne.
Il ne manque pas non plus d'apporter une vision très personnelle, et finalement peu traditionnelle, de cette scène biblique : la Vierge et l'enfant sont tous deux roux, Joseph est représenté en vieux paysan aux pieds nus, assis sur un sac informe, une fiasque de vin à ses pieds ; et l'ange revêt de grandes ailes noires d'hirondelle qui constituent une réelle innovation iconographique. La vue de dos permet par ailleurs de traiter ces ailes comme un sujet à part entière.